# Salomon Wisdom Aka
Michel Salomon Wisdom Aka (Cotonou, 1º ottobre 1988) è un ex calciatore beninese, di ruolo attaccante.

## Carriera

### Club
Comincia a giocare in patria, al Soleil. Nel 2006 si trasferisce in Slovacchia, al Púchov. Nel 2007 passa allo Žilina. Nel 2008 firma un contratto con il ViOn Z.M.
Nel 2009 si trasferisce in Spagna, al Melilla. Nel 2010 viene acquistato dall'Ashanti Gold, squadra ghanese. Nel 2012 gioca alle Maldive, al Club Valencia.
Nel 2013 si trasferisce in Bahrein, al Malkiya. Nel 2014 passa all'Al-Muharraq. Nel 2015 viene acquistato dal St. Andrews, squadra maltese. Nel 2016 viene ingaggiato dallo Sliema Wanderers.
Nel 2017 firma un contratto con il Karbalaa, squadra irachena. Nel 2018 torna a giocare in Bahrein, all'Isa Town.

### Nazionale
Ha debuttato in Nazionale il 9 ottobre 2005, in Benin-Libia (1-0), gara valida per le Qualificazioni al campionato mondiale di calcio 2006.